# Francisco Nunes Teixeira
Francisco Nunes Teixeira (26 de janeiro de 1910 - 2 de março de 1999) foi um bispo católico romano moçambicano de origem portuguesa.
Ordenado sacerdócio em 1933, Teixeira foi nomeado bispo em fevereiro de 1955. Em maio de 1955, foi nomeado bispo da Diocese Católica Romana de Quelimane, Moçambique e renunciou em 1975.